# Біогрупа (Кам'янець-Подільський, вул. Шевченка, 12)
Біогру́па — ботанічна пам'ятка природи місцевого значення в Україні. Розташована в межах міста Кам'янець-Подільський, вул. Шевченка, 12. 
Площа 0,35 га. Статус надано згідно з розпорядженням голови ОДА від 28.11.1995 року № 67-р. Перебуває у віданні: КП «Кам'янецький парк». 
Статус надано з метою збереження групи цінних декоративних дерев.